# Clorobencilato
El clorobencilato (nombre químico: 4,4'-diclorobencilato de etilo) es un plaguicida prohibido en todas sus formulaciones y usos por ser dañino para la salud humana y el medio ambiente.

## Resumen de la medida de prohibición
Prohibida la producción, uso y comercialización de todos los productos de protección de plantas que contengan clorobencilato. El producto está designado como un producto químico CFP. El producto puede almacenarse en cantidades de un máximo de 10 kg para el solo propósito de investigación o análisis.

## Peligros y riesgos conocidos respecto a la salud humana
Vías de exposición: La sustancia puede ser absorbida en el cuerpo por inhalación, ingestión y contacto dérmico.
Riesgo de inhalación: La evaporación a 20 °C es insignificante; una peligrosa concentración de partículas suspendidas puede, sin embargo, alcanzarse rápidamente cuando se dispersa la sustancia.
Efectos de la exposición a corto plazo: La sustancia es irritante para los ojos y la piel. Puede causar efectos al sistema nervioso central, dando lugar a funciones con problemas.
El clorobencilato tiene una ligera tendencia a acumularse en los tejidos grasos.

## Peligros y riesgos conocidos respecto al medio ambiente
No se espera que el clorobencilato se bioconcentre en los organismos acuáticos.
El clorobencilato no es tóxico para las aves, abejas e insectos benéficos.
Ya que el clorobencilato es prácticamente insoluble en agua y se absorbe fuertemente a las partículas del terreno de los estratos superiores, se espera que muestre baja movilidad en terrenos, y por tanto es improbable que filtre en las faldas acuíferas. Su vida media en el terreno, para terrenos de arena fina, fue de 1,5 a 5 semanas después de la aplicación de 0,5-1,0 ppm, con eliminación probablemente debida a degradación microbiana. Debido a su fuerte absorción a las partículas del terreno y baja presión de vapor, no se espera que el clorobencilato volatilice de las superficies de los terrenos.
El clorobencilato se absorbe al sedimento y a las partículas en suspensión en el agua. No se espera que volatilice o bioconcentre en los organismos acuáticos, pero puede estar sujeto a biodegradación. El Clorobencilato es bastante persistente en el follaje de las plantas y puede ser fitotóxico, o venenoso, para algunas plantas.